# Frame Ridge
Frame Ridge ist ein kleiner und gerader Gebirgskamm an der Scott-Küste des ostantarktischen Viktorialands. Er ragt im Zentrum der Brown-Halbinsel unmittelbar nördlich eines kleinen Sees auf und erstreckt sich nach Norden bis zum Tuff Bluff.
Das New Zealand Antarctic Place-Names Committee benannte ihn nach dem Paläontologen Alec O. Frame, der an einer von 1964 bis 1965 dauernden gemeinsamen Expedition des New Zealand Geological Survey und der Victoria University of Wellington im Rahmen der Victoria University’s Antarctic Expeditions in dieses Gebiet teilgenommen hatte.